# Ruund
Ne doit pas être confondu avec Lunda (langue).
Le ruund, aussi appelée ruwund, uruund ou lunda du Nord, est une langue bantoue parlée par les Lunda par plus de 250 000 personnes en Angola et en République démocratique du Congo.